# Lamar Hunt U.S. Open Cup 2007
De Lamar Hunt U.S. Open Cup 2007 is een voetbaltoernooi in de Verenigde Staten dat begon op 12 juni en eindigde met de finale op 2 oktober. Het toernooi werd gewonnen door  New England Revolution.

## Speeldagen
| Datum            | Ronde        | Opmerking                                                                                 |
| ---------------- | ------------ | ----------------------------------------------------------------------------------------- |
| 12 juni          | Eerste ronde | 32 USL en USASA clubs starten in deze ronde                                               |
| 26 juni          | Tweede ronde |                                                                                           |
| 10 juli 2007     | Derde ronde  | 8 MLS clubs beginnen in deze ronde, elke team speelt tegen de winnaar van de Tweede Ronde |
| 7 augustus 2007  | Kwartfinale  |                                                                                           |
| 4 september 2007 | Halve finale |                                                                                           |
| 2 oktober 2007   | Finale       |                                                                                           |

## Eerste ronde
|                       |                                                                   |                     |                                  |                                                                                                  |
| 12 juni, 2007 5:15 ET | Western Mass Pioneers                                             | 3–2 (na verlenging) | Danbury United                   | Portuguese Cultural Center; Danbury, Connecticut Attendance: -- Referee: Kenneth Etheridge (USA) |
| 12 juni, 2007 5:15 ET | Everson Maciel 59' (pen) Jeff Deren 105' (pen) Easton Wilson 109' |                     | Mauro Costa 86' Mauro Santos 92' | Portuguese Cultural Center; Danbury, Connecticut Attendance: -- Referee: Kenneth Etheridge (USA) |

|                       |                                |     |                                                                            |                                                                                                  |
| 12 juni, 2007 7:00 ET | Michigan Bucks                 | 2–4 | Richmond Kickers                                                           | University of Richmond Stadium; Richmond, Virginia Attendance: -- Referee: Shaun Papperman (USA) |
| 12 juni, 2007 7:00 ET | Nik Djokic 73' Xavier Balc 76' |     | Robert Ssejjemba 7' Trevor McEachron 36' Sascha Gorres 70' Matt Watson 86' | University of Richmond Stadium; Richmond, Virginia Attendance: -- Referee: Shaun Papperman (USA) |

|                       |              |                                                                 |                           |                                                                                            |
| 12 juni, 2007 7:05 ET | Aegean Hawks | 0–4                                                             | Harrisburg City Islanders | Skyline Sports Complex; Harrisburg, Pennsylvania Attendance: 874 Referee: Daun White (USA) |
| 12 juni, 2007 7:05 ET |              | Adam Clay 56' Mo Oduor 68' David Schofield 69' Steve Fisher 87' |                           | Skyline Sports Complex; Harrisburg, Pennsylvania Attendance: 874 Referee: Daun White (USA) |

|                       |                          |                       |                   |                                                                                 |
| 12 juni, 2007 7:30 ET | Crystal Palace Baltimore | 0–1                   | Ocean City Barons | Carey Stadium; Ocean City, New Jersey Attendance: -- Referee: Mark Geiger (USA) |
| 12 juni, 2007 7:30 ET |                          | Byron Charmichael 45' |                   | Carey Stadium; Ocean City, New Jersey Attendance: -- Referee: Mark Geiger (USA) |

|                       |                     |     |                                                            |                                                                                      |
| 12 juni, 2007 7:30 ET | RWB Adria           | 1–4 | Carolina RailHawks                                         | SAS Soccer Park; Cary, North Carolina Attendance: 3,062 Referee: Mark Kadlecik (USA) |
| 12 juni, 2007 7:30 ET | Carlos Carrillo 76' |     | Joey Worthen 5' Connally Edozien 31', 34' Caleb Norkus 64' | SAS Soccer Park; Cary, North Carolina Attendance: 3,062 Referee: Mark Kadlecik (USA) |

|                       |                       |                                               |                    |                                                                                            |
| 12 juni, 2007 7:30 ET | Central Florida Kraze | 0–3                                           | Charleston Battery | Blackbaud Stadium; Charleston, South Carolina Attendance: 1,800 Referee: Shane Moody (USA) |
| 12 juni, 2007 7:30 ET |                       | Stephen Armstrong 5' Luke Vercollone 12', 42' |                    | Blackbaud Stadium; Charleston, South Carolina Attendance: 1,800 Referee: Shane Moody (USA) |

|                       |                          |                      |                         |                                                                               |
| 12 juni, 2007 7:35 ET | Long Island Rough Riders | 0–1                  | Rochester Raging Rhinos | PAETEC Park; Rochester, New York Attendance: 3,712 Referee: Jason Krnac (USA) |
| 12 juni, 2007 7:35 ET |                          | Matthew Delicâte 20' |                         | PAETEC Park; Rochester, New York Attendance: 3,712 Referee: Jason Krnac (USA) |

|                       |            | |                     |                                                                              |
| 12 juni, 2007 7:55 ET | Azzurri FC | 0–10 | Atlanta Silverbacks | Silverbacks Park; Chamblee, Georgia Attendance: -- Referee: Tony Russo (USA) |
| 12 juni, 2007 7:55 ET |            | Dayton O'Brien 10' Rodrigo Rios 14', 25', 90' Rafique Hassim 19', 74' Dan Antoniuk 80' Warren Ukah 84', 86', 88' |                     | Silverbacks Park; Chamblee, Georgia Attendance: -- Referee: Tony Russo (USA) |

|                       |                              |     |                                                    |                                                                               |
| 12 juni, 2007 8:05 ET | Indios USA                   | 2–3 | Minnesota Thunder                                  | James Griffin Stadium; Saint Paul Attendance: 1,132 Referee: Troy Cohrs (USA) |
| 12 juni, 2007 8:05 ET | Marco Vidal 5' Joel Rios 77' |     | Jeremiah Bass 37' Darren Spicer 40' Leo Gibson 66' | James Griffin Stadium; Saint Paul Attendance: 1,132 Referee: Troy Cohrs (USA) |

|                       |                                                             |     |                   |                                                                                           |
| 12 juni, 2007 8:30 ET | Cleveland City Stars                                        | 4–0 | Kansas City Brass | William Jewell College; Liberty, Missouri Attendance: -- Referee: Younasse Tarbouni (USA) |
| 12 juni, 2007 8:30 ET | Ian Leibbrant 19', 81' Adam Moffat 34' Nigel Codrington 63' |     |                   | William Jewell College; Liberty, Missouri Attendance: -- Referee: Younasse Tarbouni (USA) |

|                       |                  |                 |                     |                                                                           |
| 12 juni, 2007 8:30 ET | Cincinnati Kings | 0–1             | Milwaukee Bavarians | Bavarian Soccer Park; Milwaukee Attendance: -- Referee: Pawel Wydra (USA) |
| 12 juni, 2007 8:30 ET |                  | Steve Sperl 10' |                     | Bavarian Soccer Park; Milwaukee Attendance: -- Referee: Pawel Wydra (USA) |

|                       |                           |               |                                  |                                                                            |
| 12 juni, 2007 9:30 ET | Miami FC (USL-1)          | 2–2 (3–4 Pen) | El Paso Patriots                 | Patriot Stadium; El Paso, Texas Attendance: -- Referee: Jeremy Vehar (USA) |
| 12 juni, 2007 9:30 ET | Zinho 70' Sean Fraser 78' |               | Michael Griego 21' Omar Mora 89' | Patriot Stadium; El Paso, Texas Attendance: -- Referee: Jeremy Vehar (USA) |

|                       |                                     |     |                     |                                                                        |
| 12 juni, 2007 9:30 ET | California Victory                  | 2–1 | BYU Cougars         | South Stadium; Provo, Utah Attendance: -- Referee: Tyler Ploeger (USA) |
| 12 juni, 2007 9:30 ET | Raul Palomares 23' Yuri Morales 65' |     | Daniel McKinley 89' | South Stadium; Provo, Utah Attendance: -- Referee: Tyler Ploeger (USA) |

|                        |                                     |     |                     |                                                                                               |
| 12 juni, 2007 10:30 ET | Portland Timbers                    | 2–0 | Bakersfield Brigade | Bakersfield Christian HS; Bakersfield, California Attendance: -- Referee: Miguel Chicas (USA) |
| 12 juni, 2007 10:30 ET | Lawrence Olum 4' Luc Harrington 18' |     |                     | Bakersfield Christian HS; Bakersfield, California Attendance: -- Referee: Miguel Chicas (USA) |

|                        |               |     |                                                          |                                                                                            |
| 12 juni, 2007 11:00 ET | Banat Arsenal | 1–4 | Seattle Sounders                                         | Starfire Sports Complex; Tukwila, Washington Attendance: -- Referee: Mike Rottersman (USA) |
| 12 juni, 2007 11:00 ET | Hughes 18'    |     | Nathan Knox 9' Sébastien Le Toux 32', 37' Greg Howes 45' | Starfire Sports Complex; Tukwila, Washington Attendance: -- Referee: Mike Rottersman (USA) |

|                       |                      |                                        |                  |                                                                          |
| 13 juni, 2007 7:30 ET | Lynch's Irish Pub FC | 0–2                                    | Charlotte Eagles | Transamerica Field; Charlotte Attendance: -- Referee: Daniel Burak (USA) |
| 13 juni, 2007 7:30 ET |                      | Dustin Swinehart 21' Jacob Coggins 84' |                  | Transamerica Field; Charlotte Attendance: -- Referee: Daniel Burak (USA) |

## Tweede ronde
|                       |                      |     |                                       |                                                                                                   |
| 26 juni, 2007 7:00 ET | Cleveland City Stars | 1–2 | Richmond Kickers                      | University of Richmond Stadium; Richmond, Virginia Attendance: 1,107 Referee: Robert Velbis (USA) |
| 26 juni, 2007 7:00 ET | Nigel Codrington 64' |     | Matt Watson 28' Robert Ssejjemba 45'+ | University of Richmond Stadium; Richmond, Virginia Attendance: 1,107 Referee: Robert Velbis (USA) |

|                       |                                     |     |                   |                                                                                    |
| 26 juni, 2007 7:30 ET | Harrisburg City Islanders           | 2–1 | Ocean City Barons | Carey Stadium; Ocean City, New Jersey Attendance: 1,019 Referee: Hossam Saad (USA) |
| 26 juni, 2007 7:30 ET | Chad Severs 44' David Schofield 48' |     | Leon Brown 42'    | Carey Stadium; Ocean City, New Jersey Attendance: 1,019 Referee: Hossam Saad (USA) |

|                       |                     |                                                              |                    |                                                                                          |
| 26 juni, 2007 7:30 ET | Milwaukee Bavarians | 0–4                                                          | Carolina RailHawks | SAS Soccer Park; Cary, North Carolina Attendance: 3,000+ Referee: Charles Mitchell (USA) |
| 26 juni, 2007 7:30 ET |                     | Connally Edozien 37' Anthony Maher 45', 56' Marcio Leite 79' |                    | SAS Soccer Park; Cary, North Carolina Attendance: 3,000+ Referee: Charles Mitchell (USA) |

|                       |                  |                      |                    |                                                                                          |
| 26 juni, 2007 7:30 ET | El Paso Patriots | 0–1                  | Charleston Battery | Blackbaud Stadium; Charleston, South Carolina Attendance: -- Referee: Roni Canales (USA) |
| 26 juni, 2007 7:30 ET |                  | Anthony Catalano 74' |                    | Blackbaud Stadium; Charleston, South Carolina Attendance: -- Referee: Roni Canales (USA) |

|                       |                       |          |                                       |                                                                               |
| 26 juni, 2007 7:35 ET | Western Mass Pioneers | 1–2 (OT) | Rochester Raging Rhinos               | PAETEC Park; Rochester, New York Attendance: -- Referee: Rizal Milliken (USA) |
| 26 juni, 2007 7:35 ET | Omar McFarlane 43'    |          | Matthew Delicâte 83' Aaran Lines 105' | PAETEC Park; Rochester, New York Attendance: -- Referee: Rizal Milliken (USA) |

|                       |                  |                 |                     |                                                                                  |
| 26 juni, 2007 7:55 ET | Charlotte Eagles | 0–1             | Atlanta Silverbacks | Silverbacks Park; Atlanta, Georgia Attendance: -- Referee: William Cleland (USA) |
| 26 juni, 2007 7:55 ET |                  | Warren Ukah 49' |                     | Silverbacks Park; Atlanta, Georgia Attendance: -- Referee: William Cleland (USA) |

|                       |                     |                     |                   |                                                                                    |
| 26 juni, 2007 8:05 ET | California Victory  | 1–0 (na verlenging) | Minnesota Thunder | James Griffin Stadium; Saint Paul Attendance: 1,258 Referee: Edvin Jurisevic (USA) |
| 26 juni, 2007 8:05 ET | Ricardo Sanchez 95' |                     |                   | James Griffin Stadium; Saint Paul Attendance: 1,258 Referee: Edvin Jurisevic (USA) |

|                        |                     |     |                                                  |                                                                                         |
| 26 juni, 2007 10:00 ET | Portland Timbers    | 1–2 | Seattle Sounders                                 | Starfire Sports Complex; Tukwila, Washington Attendance: -- Referee: Hidajet Tica (USA) |
| 26 juni, 2007 10:00 ET | Justin Thompson 19' |     | Hugo Alcaraz-Cuellar 42' (pen) Jacob Besagno 70' | Starfire Sports Complex; Tukwila, Washington Attendance: -- Referee: Hidajet Tica (USA) |

## Derde ronde
|                      |                     |               |                 |                                                                           |
| 9 juli, 2007 8:30 ET | Atlanta Silverbacks | 1–1 (3–4 Pen) | FC Dallas       | Pizza Hut Park; Frisco, Texas Attendance: 2,510 Referee: Colin Tait (USA) |
| 9 juli, 2007 8:30 ET | Dan Antoniuk 78'    |               | Carlos Ruiz 74' | Pizza Hut Park; Frisco, Texas Attendance: 2,510 Referee: Colin Tait (USA) |

|                       |                    |                 |                  |                                                                                                 |
| 10 juli, 2007 7:00 ET | Los Angeles Galaxy | 0–1             | Richmond Kickers | University of Richmond Stadium; Richmond Kickers Attendance: 4,578 Referee: Andrew Chapin (USA) |
| 10 juli, 2007 7:00 ET |                    | David Bulow 31' |                  | University of Richmond Stadium; Richmond Kickers Attendance: 4,578 Referee: Andrew Chapin (USA) |

|                       |                |                        |                    |                                                                                            |
| 10 juli, 2007 7:30 ET | Houston Dynamo | 0–1 (na verlenging)    | Charleston Battery | Blackbaud Stadium; Charleston, South Carolina Attendance: 2,569 Referee: Shane Moody (USA) |
| 10 juli, 2007 7:30 ET |                | Stephen Armstrong 108' |                    | Blackbaud Stadium; Charleston, South Carolina Attendance: 2,569 Referee: Shane Moody (USA) |

|                       |                                                        |     |                         |                                                                                   |
| 10 juli, 2007 7:35 ET | New England Revolution                                 | 4–2 | Rochester Raging Rhinos | PAETEC Park; Rochester, New York Attendance: 8,551 Referee: Richard Sanchez (USA) |
| 10 juli, 2007 7:35 ET | Steve Ralston 19', 94'+ (pen) Taylor Twellman 67', 90' |     | Hamed Diallo 76', 85'   | PAETEC Park; Rochester, New York Attendance: 8,551 Referee: Richard Sanchez (USA) |

|                       |                    |     |                                                       |                                                                                                   |
| 10 juli, 2007 9:00 ET | California Victory | 1–3 | Colorado Rapids                                       | Dick's Sporting Goods Park; Commerce City, Colorado Attendance: -- Referee: Ramon Hernandez (USA) |
| 10 juli, 2007 9:00 ET | Juan Epitié 79'    |     | José Cancela 22' Herculez Gomez 50' Omar Cummings 89' | Dick's Sporting Goods Park; Commerce City, Colorado Attendance: -- Referee: Ramon Hernandez (USA) |

|                       |             |                  |                           |                                                                                                |
| 11 juli, 2007 7:30 ET | D.C. United | 0–1              | Harrisburg City Islanders | Hempfield High School; Landisville, Pennsylvania Attendance: 5,219 Referee: Jeff Gonerik (USA) |
| 11 juli, 2007 7:30 ET |             | Steve Fisher 44' |                           | Hempfield High School; Landisville, Pennsylvania Attendance: 5,219 Referee: Jeff Gonerik (USA) |

|                       |              |                   |                    |                                                                                     |
| 15 juli, 2007 7:30 ET | Chicago Fire | 0–1               | Carolina RailHawks | SAS Soccer Park; Cary, North Carolina Attendance: 4,485 Referee: Roni Canales (USA) |
| 15 juli, 2007 7:30 ET |              | McColm Cephas 56' |                    | SAS Soccer Park; Cary, North Carolina Attendance: 4,485 Referee: Roni Canales (USA) |

|                        |                    |     |                                               |                                                                                 |
| 18 juli, 2007 10:30 ET | Chivas USA         | 1–3 | Seattle Sounders                              | Qwest Field; Seattle, Washington Attendance: 3,589 Referee: Richard Heron (USA) |
| 18 juli, 2007 10:30 ET | Laurent Merlin 16' |     | Sébastien Le Toux 44', 50' Roger Levesque 81' | Qwest Field; Seattle, Washington Attendance: 3,589 Referee: Richard Heron (USA) |

## Kwartfinale
|                          |                  |                      |                    |                                                                                   |
| 7 augustus, 2007 7:30 ET | Richmond Kickers | 0–1                  | Carolina RailHawks | SAS Soccer Park; Cary, North Carolina Attendance: 2,900+ Referee: Alex Prus (USA) |
| 7 augustus, 2007 7:30 ET |                  | Connally Edozien 64' |                    | SAS Soccer Park; Cary, North Carolina Attendance: 2,900+ Referee: Alex Prus (USA) |

|                          |                                         |                   |                       |                                                                                                |
| 7 augustus, 2007 7:30 ET | FC Dallas (MLS)                         | 2–1 (na overtime) | Charleston Battery    | Blackbaud Stadium; Charleston, South Carolina Attendance: 3,262 Referee: Hilario Grajeda (USA) |
| 7 augustus, 2007 7:30 ET | Clarence Goodson 22' Arturo Alvarez 95' |                   | Stephen Armstrong 17' | Blackbaud Stadium; Charleston, South Carolina Attendance: 3,262 Referee: Hilario Grajeda (USA) |

|                           |                 |                                                                                            |                  |                                                                                   |
| 7 augustus, 2007 10:00 ET | Colorado Rapids | 0–5                                                                                        | Seattle Sounders | Qwest Field; Seattle, Washington Attendance: 6,619 Referee: Ricardo Salazar (USA) |
| 7 augustus, 2007 10:00 ET |                 | Taylor Graham 23' Zach Scott 25' Ugo Ihemelu og 41' Josh Gardner 56' Sébastien Le Toux 68' |                  | Qwest Field; Seattle, Washington Attendance: 6,619 Referee: Ricardo Salazar (USA) |

|                          |                           |     |                                    |                                                                                            |
| 8 augustus, 2007 7:30 ET | Harrisburg City Islanders | 1–2 | New England Revolution             | Gillette Stadium; Foxborough, Massachusetts Attendance: 1,512 Referee: Richard Heron (USA) |
| 8 augustus, 2007 7:30 ET | Matt Tanzini 78'          |     | Andy Dorman 4' Taylor Twellman 17' | Gillette Stadium; Foxborough, Massachusetts Attendance: 1,512 Referee: Richard Heron (USA) |

## Halve finale
|                          |                    |                     |                                      |                                                                                          |
| 4 september 2007 7:00 ET | Carolina RailHawks | 1–2 (na verlenging) | New England Revolution               | Veteran's Stadium; New Britain, Connecticut Attendance: 4,203 Referee: Shane Moody (USA) |
| 4 september 2007 7:00 ET | Anthony Maher 6'   |                     | Jeff Larentowicz 47'+ Pat Noonan 94' | Veteran's Stadium; New Britain, Connecticut Attendance: 4,203 Referee: Shane Moody (USA) |

|                           |                                        |                     |                        |                                                                                    |
| 4 september 2007 10:00 ET | FC Dallas                              | 2–1 (na verlenging) | Seattle Sounders       | Qwest Field; Seattle, Washington Attendance: 10,385 Referee: Abiodun Okulaja (USA) |
| 4 september 2007 10:00 ET | Carlos Ruiz 92' Abe Thompson 119'(pen) |                     | Leighton O'Brien 120'+ | Qwest Field; Seattle, Washington Attendance: 10,385 Referee: Abiodun Okulaja (USA) |

## Finale
|                         |                                                       |     |                                     |                                                                                    |
| 3 oktober 2007 8:00 EDT | New England Revolution                                | 3–2 | FC Dallas                           | Pizza Hut Park, Frisco, Texas Toeschouwers: 10,618 Scheidsrechter: Alex Prus (USA) |
| 3 oktober 2007 8:00 EDT | Pat Noonan 21' Taylor Twellman 41' Wells Thompson 57' |     | Arturo Alvarez 30' Abe Thompson 64' | Pizza Hut Park, Frisco, Texas Toeschouwers: 10,618 Scheidsrechter: Alex Prus (USA) |